# Frank Willett
Frank Willett (* 18. August 1925 in Bolton, Lancashire; † 15. Juni 2006 in Glasgow) war ein britischer Archäologe, Kunsthistoriker für afrikanische Kunst, Hochschullehrer und Museumsleiter. Er war Experte für traditionelle Kunst Nigerias, insbesondere im mittelalterlichen Ife, sowie für westafrikanische Skulptur und Messingarbeiten. Willett war von 1976 bis 1990 erster Direktor des Hunterian Museum and Art Gallery in Glasgow.

## Leben und Wirken
Frank Willett studierte am University College der Universität Oxford englische Sprache und Literatur, während der Spätphase des Zweiten Weltkriegs diente er als Übersetzer bei der Royal Air Force. Er schloss dann ein Aufbaustudium in Anthropologie mit Diplom ab und spezialisierte sich auf Archäologie. Nach einem Volontariat in der archäologischen Abteilung des Musée de l’Homme in Paris trat er 1950 eine Stelle als Kurator der Ethnologischen und allgemeinen archäologischen Abteilung des Manchester Museum an. Von 1956 bis 1958 unternahm er mehrere Forschungsreisen nach Nigeria, das damals noch unter britischem Protektorat stand, wo er als Honorary Surveyor of Antiquities Ausgrabungen durchführte und Töpferwaren, Masken sowie Schnitzarbeiten für das Museum in Manchester sammelte.
1958 wechselte er in den Dienst des Nigerianischen Amts für Archäologie und leitete bis 1963 als Kurator das Ife Museum in der Stadt Ile-Ife im Südwesten Nigerias. 1963 kehrte er nach Großbritannien zurück und wurde für drei Jahre Research Fellow am Nuffield College der Universität Oxford. Im Jahr 1966 wurde er als Professor für Kunstgeschichte, Afrikastudien und Interdisziplinäre Studien an die Northwestern University in Evanston (Illinois) berufen.
Von 1976 bis 1990 war er Direktor des Hunterian Museum and Art Gallery an der University of Glasgow. Er wurde 1979 in die Royal Society of Edinburgh (RSE) gewählt und 1985 als Commander des Order of the British Empire ausgezeichnet. Von 1992 bis 1997 war er Kurator der RSE. Als Krönung seines Lebenswerkes veröffentlichte er 2004 The Art of Ife, eine Zusammenstellung des gesamten Korpus der Ife-Kunst auf CD-ROM mit 350.000 Wörtern und rund 2.200 Abbildungen. Diese Arbeit wurde mit dem Amaury Talbot Prize für afrikanische Anthropologie ausgezeichnet.

## Schriften
- Ife in the History of West African Sculpture. London 1967 (deutsch: Ife - Metropole Afrikanischer Kunst, Bergisch Gladbach 1969).
- African Art - An Introduction. London 1971.
- Baubles, Bangles and Beads: Trade Contracts of Mediaeval Ife. Edinburgh 1977
- Kunstschätze aus Alt-Nigeria, zusammen mit Ekpo Eyo; Verlag Philipp von Zabern, Mainz 1983 ISBN 3-8053-0738-1
- The Art of Ife: A Descriptive Catalogue and Database, CD Glasgow 2004. Diese nur auf CD erschienene umfassende Beschreibung der mittelalterlichen Kunst von Ife kann beim Hunterian Museum, Glasgow, bestellt werden.